# 조경 (1727년)
조경(趙璥, 1727년 ~ 1787년 )은 조선의 문신이다. 초명은 조준(趙㻐). 자는 경서(景瑞), 호는 하서(荷棲), 본관은 한양이다.
영조 때 문과에 급제하여 검열을 거쳐 대사성이 되었다. 정조 때 공조참판·대사헌 등을 지낸 후 함경도 관찰사로 민폐를 없애고 군무를 충실케 하는 등 좋은 정치를 베풀어 명성을 떨쳤다. 호조판서를 거쳐 우의정이 되었다. 효성이 지극하여 고향에 정문(旌門)이 세워졌다. 저서로 《하서집》이 있다. 시호는 충정(忠定)이다.

## 같이 보기
- 조경 선생 묘 - 포천시 향토유적 제42호